# Adam Gase
Pour les articles homonymes, voir Gase.
Adam Gase, né le 29 mars 1978 à Ypsilanti (Michigan), est un entraîneur américain de football américain. Il a été entraîneur principal dans la National Football League (NFL) pour la franchise des Dolphins de Miami (2016 à 2018) et celle des Jets de New York (2019 et 2020).
Avant de devenir entraîneur principal, il a été assistant pour plusieurs équipes, au niveau universitaire pour les Tigers de LSU et dans la NFL pour les Lions de Détroit, les 49ers de San Francisco, les Broncos de Denver et les Bears de Chicago, occupant le poste de coordinateur offensif pour ces deux dernières équipes.

## Biographie

### Carrière d’entraîneur

#### Bears de Chicago
À la suite de la nomination de John Fox comme entraîneur en chef des Bears de Chicago, Adam Gase devient coordinateur offensif de l'équipe. 

#### Dolphins de Miami
Adam Gase devient entraîneur chef de l'équipe des Dolphins de Miami le 9 janvier 2016. Il est alors, à l'âge de 37 ans, le plus jeune entraîneur principal en activité de l'histoire de la NFL. 
Le 31 décembre 2018, il est congédié par les Dolphins après trois saisons, et est remplacé par Brian Flores, qui est nommé le 4 février 2019.

#### Jets de New York
Le 11 janvier 2019, il est nommé entraîneur principal des Jets de New York.
Après une première moitié de saison catastrophique avec une victoire et sept défaites, son équipe remporte 6 des 8 dernières parties pour terminer la saison avec un dossier de 7 victoires et 9 défaites et une exclusion de la phase éliminatoire.
La saison suivante est pire pour Gase et les Jets, qui perdent les 13 premières parties de la saison, et l'équipe termine la saison avec une fiche de 2 victoires et 14 défaites. Il est renvoyé par les Jets le 3 janvier 2021, n'ayant remporté que 9 parties durant son passage de deux saisons avec l'équipe.